# Eske Holm
Eske Holm (født 19. marts 1940, død 11. september 2017) var en dansk koreograf, forfatter, debattør og balletdanser og bror til Mogens Winkel Holm.
Ud over et kunstnerisk talent lod Eske Holm også sin røst høre i samfundsdebatten. Han var en flittig debattør i dagspressen om emner fra omskæring af drenge til terrorbekæmpelse og bådflygtninge.
Eske Holm blev uddannet på Det Kongelige Teaters balletskole og blev balletdanser på nationalscenen i 1958.
Han var med i værker som Cyrano de Bergerac, Romeo og Julie og Svanesøen og blev i 1965 udnævnt til solodanser. Han forlod dog Det Kongelige Teater blot to år senere, hvorefter han kastede sig over moderne dans i rollen som koreograf.
Eske Holm blev den første danser, der blev indstillet til og fik bevilget finanslovens livslange kunstnerydelse.
Som forfatter skrev han især om den maskuline rolle og krop. Han var også involveret i flere filmprojekter, især som koreograf og danser, men han lavede også selv nogle dokumentarfilm, især med dans og krop som temaer.

## Filmografi
- Mennesker mødes og sød musik opstår i hjertet - medvirkende, koreografi (spillefilm, 1967)
- Jeg er sgu min egen! - koreografi (spillefilm, 1967)
- Mixed double - koreografi, medvirkende (eksperimentalfilm, 1970)
- Orfeus og Julie - koreografi, medvirkende (eksperimentalfilm, 1970)
- Berøringer - medvirkende (tv-film, 1972)
- Aladdin eller Den forunderlige lampe - koreografi (tv-serie, 1975)
- Kroppens træning og udtryk II - instruktion, manuskript, medvirkende (dokumentarfilm, 1975)
- Kroppens træning og udtryk I - instruktion, manuskript, medvirkende (dokumentarfilm, 1976)
- Nattergalen - medvirkende (tv-film, 1982)
- Øjeblikkets perler - manuskript, medvirkende (dokumentarfilm, 1987)
- I tangoens skygge - instruktion (eksperimentalfilm, 1990)
- Kvindefælden - instruktion (eksperimentalfilm, 1999)
- Søstre på frierfødder - instruktion (dokumentarfilm, 1999)
- Hvad er der med hende - medvirkende (eksperimentalfilm, 2004)
- Springet - koreografi (spillefilm, 2005)